# Walter Müller (Bergsteiger)

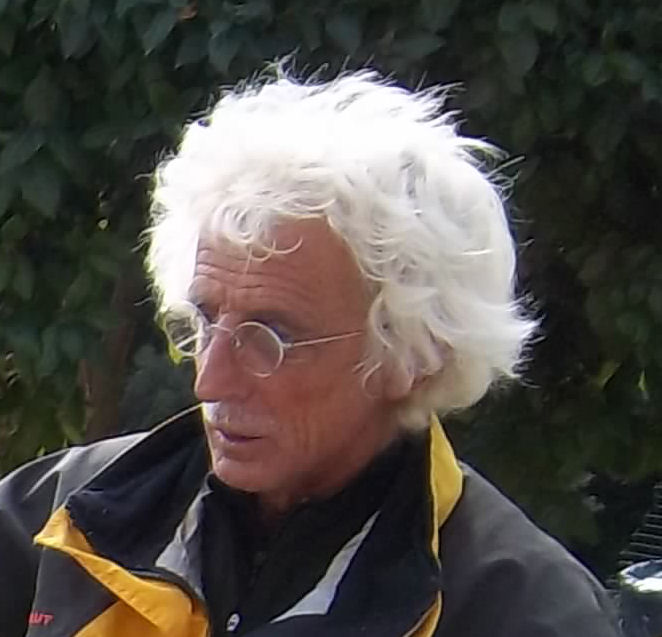
Walter Müller

Walter Müller (* 25. Dezember 1948 in Zürich; † 10. Juli 2013 in Le Beausset Vieux) war ein Schweizer Bergsteiger und Bergführer sowie Pionier des Freikletterns in der Schweiz.

## Leben
Walter Müller absolvierte eine Berufslehre als Tiefbauzeichner und studierte anschliessend Experimentalphysik. Schon als Jugendlicher begann er an den Nagelfluhfelsen auf dem heimischen Uetliberg mit einem systematischen Klettertraining und unternahm in der Folge schwierigste Kletterrouten und Erstbegehungen in den Alpen. Er gilt als einer der Pioniere des Freikletterns in der Schweiz.
Während über 40 Jahren war Walter Müller als diplomierter Bergführer tätig, er war Experte für Alpine Ausrüstung und Rettungstechnik, betätigte sich auch als Windsurfer und Wildwasserfahrer. Als langjähriger Rettungschef der Bergsteigergruppe Alpina verfasste er Lehrbücher zur Alpinen Rettungstechnik, zu Technik und Sicherheit im Sommer- und Winterbergsteigen und Sportklettern.
Auf vielen Bergbesteigungen im Sommer und im Winter begleitete ihn sein Hund Pazzolino, u. a. auf den Mont Blanc, den Tödi und den Piz Palü. Die letzten Lebensjahre verbrachte er in Le Bausset Vieux in der Provence.

## Erstbegehungen (Auswahl)
- 21.–23. Dezember 1972 Eiger Südostwand, Route Eidenschink-Möller, erste Winterbegehung. Mit Ernst Ott, Kurt Haas und Markus Wacker.
- 9. September 1973 Stäfelstock Nordwand (Brunnital, Urner Alpen). Mit Kurt Grüter und Erwin Saxer.
- Juli 1974 Wyss Stöckli Ostwand, (Brunnital). Mit Kurt Grüter.
- 24. August 1974 Eiger Südostwand, direkte Route. Mit Karl Moser.

## Bücher von Walter Müller
- Bergsteigen 80. Technik, Sicherheit. Verlag SAC, Wallisellen 1979
- Bergsteigen 82. Technik, Sicherheit. Verlag SAC, Wallisellen 1981
- Skibergsteigen, Steileisklettern. Verlag SAC, Wallisellen 1988
- Rettung in der Seilschaft. Edition Alpin, Mastrils 1989
- Sommerbergsteigen, Sportklettern. Verlag SAC, Bern 1995